# Генерал артиллерии коронной

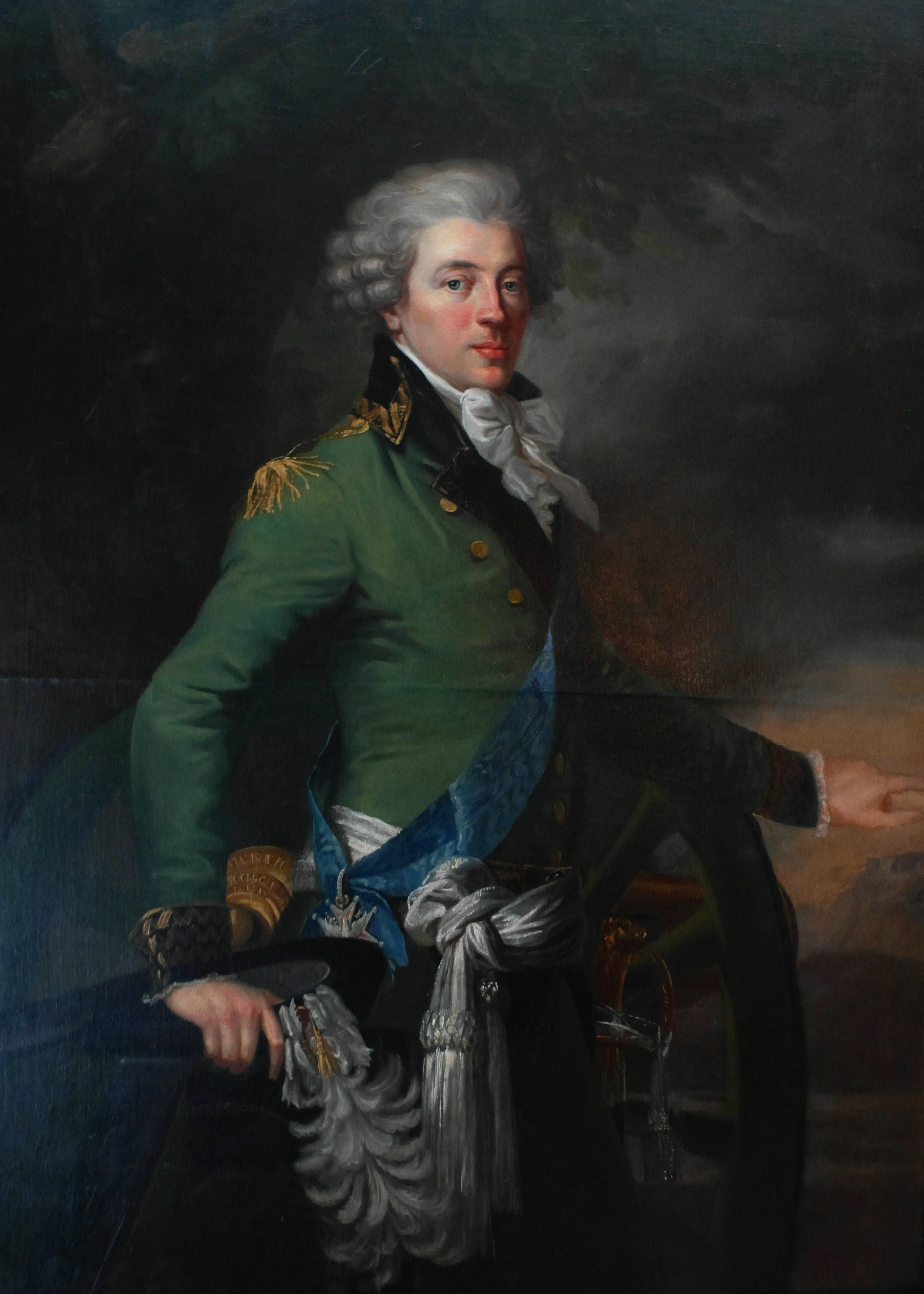
Портрет Станислава Костки Потоцкого в мундире генерала коронной артиллерии.

Генерал артиллерии коронной (лат. generalis artileriae magister) — должность, созданная королём Владиславом IV в Польше в 1637 году (в 1638 году аналогичная должность была создана в Великом княжестве Литовском — генерал артиллерии литовской). 
Уже в XVI веке в польской армии назначался Старший над пушкой на период военной кампании (впервые в 1531 году). В 1539 году командование артиллерией было поручено польному гетману, однако вскоре должность начальника артиллерии польской армии была восстановлена. 
Генерал артиллерии подчинялся великому коронному гетману, с 1775 года — Военному Департаменту Постоянного Совета.

## Генералы артиллерии коронной
- Павел Гродзицкий (1637—1646)
- Кристоф Арцишевский (1646—1650)
- Зигмунт Пшиемский (1650—1652)
- Кшиштоф Гродзицкий (1652—1659)
- Людингаузен-Вольф, Фромгольд фон[пол.]  (1659—1666)
- Мартин Контский (1666—1710)
- Якоб Генрих фон Флемминг (1710—1714)
- Якуб Зигмунд Рыбинский (1712—1725)
- Ян Станислав Контский (1726—1727)
- Ян Клеменс Браницкий (1728—1735)
- Александр Якуб Любомирский (1746—1752)
- Генрих фон Брюль (1764—1788)
- Станислав Щенсный Потоцкий (1788—1792)
- Станислав Костка Потоцкий (1792)